# Maria Olaru
Maria Olaru, verheiratete Diaconu, (* 4. Juni 1982 in Fălticeni) ist eine ehemalige rumänische Kunstturnerin.
Sie begann im Alter von sieben Jahren in ihrer Heimatstadt Fălticeni mit dem Turnen. Dort wurde ihr Talent entdeckt und sie wechselte nach Deva zum CSȘ Cetate. 1998 nahm Olaru zum ersten Mal an den Turn-Europameisterschaften teil, wo sie Silber beim Sprung und Gold mit der Mannschaft gewann.
Bei den Turn-Weltmeisterschaften 1999 wurde Olaru Doppelweltmeisterin. Sie gewann Gold im Mehrkampf und mit der Mannschaft und Bronze im Sprung. 2000 nahm sie an den Olympischen Spielen in Sydney teil, wo sie mit der Mannschaft Olympiasiegerin wurde. Außerdem gewann sie hinter ihrer Landsfrau Simona Amânar Silber im Mehrkampf. Im selben Jahr wurde sie mit dem Treudienst-Orden im Rang eines Kommandeurs ausgezeichnet.
Nach ihrem Rücktritt arbeitete Olaru als Assistent an der West-Universität Temeswar. 2014 eröffnete sie in Bukarest ein Fitnessstudio. Ein Jahr später heiratete sie den Politiker und Abgeordneten der rumänischen Abgeordnetenkammer Bogdan Diaconu. 2016 veröffentlichte sie das Buch Prețul aurului. Sinceritate incomodă (Der Preis des Goldes. Unbequeme Wahrheit), in dem sie die Methoden des rumänischen Turntrainings wie Misshandlungen anprangerte.